# ミシェル・ワルシャウスキー

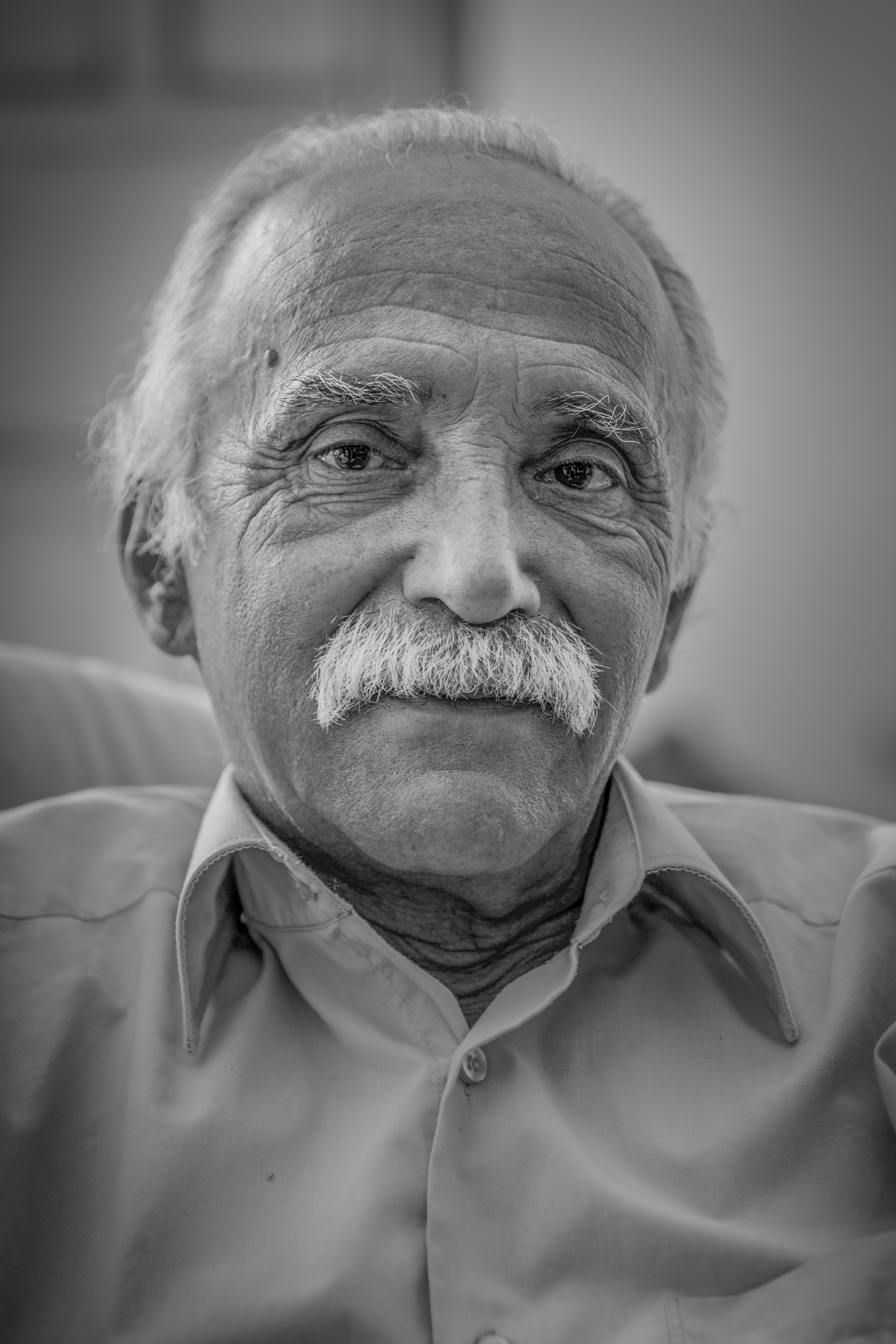
ミシェル・ワルシャウスキー（2014年）

ミシェル・ワルシャウスキー（1949年- ヘブライ語:מיכאל ורשבסקי）は、イスラエル在住のユダヤ人ジャーナリスト、反シオニズム活動家、共産主義者、ノンフィクション作家である。元イスラエル社会主義機構（通称「マツペン）構成員。1984年創設のNGO「オルタネイティヴ・インフォメーション・センター」（AIC）創設者。

## 経歴

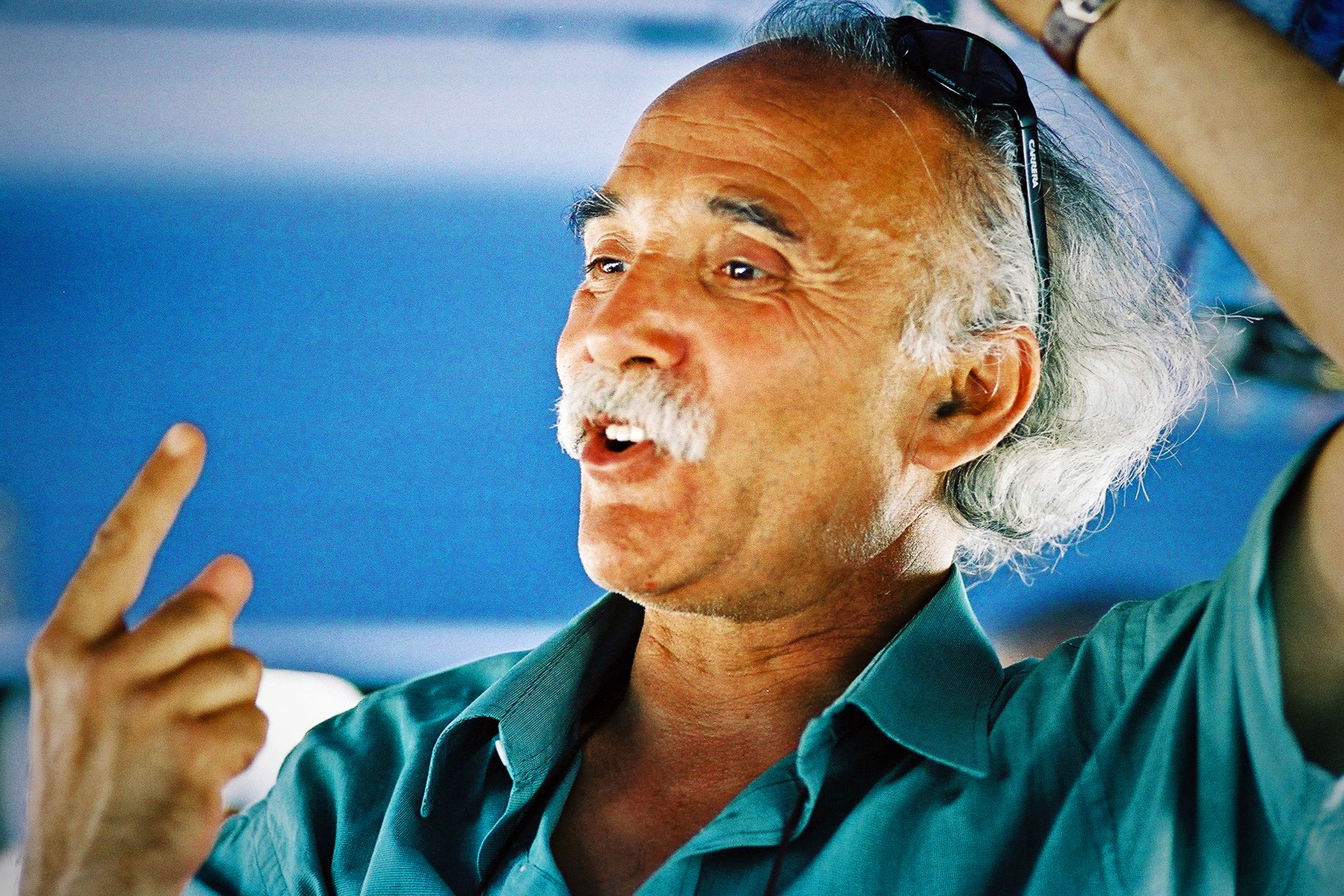
ミシェル・ワルシャウスキー（2005年）

フランスのストラスブールに生まれる。父親はラビ（ユダヤ教指導者）であった。16歳のときにエルサレムに移住（アリーヤー）し、イェシーバーでタルムードを学び、卒業した。そして、ヘブライ大学で高等教育を受けた。
彼の思想は成人後に急速に左傾化し、マルクス主義に傾倒。イスラエル共産党（マキ）から分離した新左翼組織「マツペン」（イスラエル社会主義機構）の構成員となった。のちにマツペンから別れた新団体「イスラエル革命的共産主義者同盟」のメンバーとなり、同団体が加盟していた第四インターナショナルの一員としても活動、パレスチナとの連帯運動を始める。また、信仰していたユダヤ教を棄教し、無神論者となった。
1982年にレバノン紛争が勃発すると、彼は一部イスラエル軍軍人らと「イェシュ・グヴール」という左翼団体の共同発起人となる。この団体は「私たちは撃たない、泣かない、占領した地には行かない！」をスローガンに掲げていた。
1984年に反シオニズム思想を持つパレスチナ人とイスラエル人活動家らとともにNGO「オルタネイティヴ・インフォメーション・センター」（AIC）を創設。
1987年、ワルシャウスキーは国家反逆罪の容疑でイスラエル当局に逮捕され、20ヶ月間拘留された。しかし、彼は自分の信念を曲げることはしなかった。
2006年にアラブ系イスラエル人政党「バラド」からクネセト総選挙に出馬、政界進出を目指したが落選。
現在も、反シオニズムの立場からユダヤ人とパレスチナ人との共存を訴え続け、執筆活動なども行っている。

## 私生活
3人の子供の父親である。妻は人権活動家。

## 著書
- 「イスラエル=パレスチナ民族共生国家への挑戦」（ミシェル・ワルシャウスキー著　加藤洋介訳 柘植書房新社刊 2003年8月 ISBN 978 4806804963）